# Markus Hacksteiner
Markus Hacksteiner, né le 18 novembre 1964 à Windisch, est un athlète suisse, spécialiste des courses de demi-fond.

## Biographie
Il remporte la médaille d'argent du 3 000 mètres lors des Championnats d'Europe en salle 1988, à Budapest, dans le temps de 7 min 56 s 54, s'inclinant face à l'Espagnol José Luis González.
Éliminé en demi-finale du 1 500 m des Jeux olympiques de 1988, il se classe huitième des Championnats d'Europe 1990.

### Palmarès
| Date | Compétition                    | Lieu     | Résultat | Épreuve |
| ---- | ------------------------------ | -------- | -------- | ------- |
| 1988 | Championnats d'Europe en salle | Budapest | 2e       | 3 000 m |
| 1990 | Championnats d'Europe          | Split    | 8e       | 1 500 m |

### Records
| Épreuve | Épreuve   | Performance   | Lieu      | Date             |
| ------- | --------- | ------------- | --------- | ---------------- |
| 1 500 m | Plein air | 3 min 34 s 11 | Coblence  | 13 août 1987     |
| 1 500 m | Salle     | 3 min 43 s 19 | Evilard   | 21 février 1988  |
| 3 000 m | Plein air | 7 min 51 s 49 | Lausanne  | 2 septembre 1986 |
| 3 000 m | Salle     | 7 min 50 s 87 | Stuttgart | 31 janvier 1999  |